# ウマ (麻雀)
ウマとは、日本の麻雀において、半荘終了時の順位に基づいて支払い・受け取りされる点数のことである。ウマにはいくつかの種類があるが、通常は単にウマといえば順位ウマのことを指す。順位ウマの他にも差しウマなど各種のウマがあり、本稿ではそれらも併せて概説する。半荘終了時にトップ者に加算される点数については「麻雀の点#オカ」を参照のこと。

## 順位ウマ
4人打ちの麻雀では多くの場合、終了時において下表のような順位ウマのやり取りがなされる。1位の者と2位の者が、それぞれ4位の者と3位の者から支払いを受ける。
| 通称  | 通称       | 3位→2位 | 4位→1位 |
| ----- | ---------- | ------- | ------- |
| 5-10  | ゴットー   | 5000点  | 1万点   |
| 10-20 | ワンツー   | 1万点   | 2万点   |
| 10-30 | ワンスリー | 1万点   | 3万点   |
| 20-30 | ツースリー | 2万点   | 3万点   |
1位の者には、4位から受け取るウマのほかに、オカが与えられる。ウマとオカの合計が、その半荘のトップ者の成績となる。
一般的なフリー雀荘では、順位ウマの額は上表のいずれかに該当することが多い。多くは10-20もしくは10-30だが、まれに5-15としている店舗や（10-30の半額）、20-60としている店舗も見られる（10-30の倍額）。順位ウマの額が大きくなればなるほど、1局単位の和了よりもゲーム全体を通した順位取りの重要度が高くなる。

## 差しウマ
差しウマとは、2人もしくは2人以上のプレイヤー間において、終了時の着順が下位の者が上位の者に一定の点数を支払うルールのことである。「握りウマ」「オニギリ」「別横」などとも言い、差しウマの勝負をすることを「差しウマを握る」と言う。
一般に、フリー雀荘ではプレイヤー間での公平性が損なわれる場合があるため、差しウマは禁止されていることが多い。これは、差しウマに参加していないプレイヤーの存在を無視して差しウマを取ることのみを目的とした打牌がなされることがあったり、逆に不参加者の和了によって差しウマの勝敗がひっくり返ってしまうケースが発生するなど、差しウマがトラブルの原因となることがあり、経営側がそうした事態を嫌うためである。

## 馬身
馬身（ばしん）は差しウマの一種で、着順の差によって支払いの額を2倍・3倍にする差しウマである。競馬の着差に由来する。通常の差しウマならばどんな着順差でも支払う額は同じであるが、馬身の場合は着順差によって支払い額が変わってくる。例えば「馬身2万点」の場合、上位者がトップで下位者がラス（4着）ならば3馬身差になり、支払い額は2万点×3馬身差で6万点となる。
| Aの順位 | Bの順位 | 着順差 | Bの支払額 |
| ------- | ------- | ------ | --------- |
| 1位     | 2位     | 1      | 1000      |
| 1位     | 3位     | 2      | 2000      |
| 1位     | 4位     | 3      | 3000      |

## 総ウマ
総ウマ（そうウマ）とは、総てのプレイヤー間で差しウマが行われるルール。すなわち「全員が参加する差しウマ」である。総サシ（そうサシ）と呼ばれることもある。総ウマは一般的な順位ウマとは区別されて扱われるが、たとえば1万点の総ウマは実質的にワンスリーの順位ウマと同じである。したがってワンスリーのゲームで1万点の総ウマを握ることは、順位ウマをツーシックスにすることに等しい。また、総てのプレイヤー間で馬身の差しウマを握ることを「総馬身」と呼ぶ。総馬身もやはり結果的には順位ウマの増額と同じである。

## ビンタ
ビンタも差しウマの一種である。ビンタでは、特定の点数（配給原点とすることが多い）を超えているプレイヤーとそうでないプレイヤーの間で支払いが倍になる。倍になるか否かの基準点をクビと言い、基準点を下回ることを「クビが切れる」、基準点を上回ることを「クビができる」と言う（25000点をクビとする場合、25000点ちょうどならクビは切れていない）。
やり取りの場合分けは下の表の通りである。
| 1000ビンタ/1人浮きのケース |            |      |      |       |       |       |       |       |             |                                       |
|                            | 最終持ち点 | クビ | 順位 | 対A   | 対B   | 対C   | 対D   | 合計  | 収支        | 備考                                  |
| A                          | 50000点    | -    | 1位  | -     | +2000 | +2000 | +2000 | +6000 | 6倍額の浮き |                                       |
| B                          | 20000点    | ナシ | 2位  | -2000 | -     | +1000 | +1000 | ±0    | ±0          | 2着だがクビが切れているので±0         |
| C                          | 16000点    | ナシ | 3位  | -2000 | -1000 | -     | +1000 | -2000 | 2倍額の沈み |                                       |
| D                          | 14000点    | ナシ | 4位  | -2000 | -1000 | -1000 | -     | -4000 | 4倍額の沈み |                                       |
|                            |            |      |      |       |       |       |       |       |             |                                       |
| 1000ビンタ/2人浮きのケース |            |      |      |       |       |       |       |       |             |                                       |
|                            | 最終持ち点 | クビ | 順位 | 対A   | 対B   | 対C   | 対D   | 合計  | 収支        | 備考                                  |
| A                          | 35000点    | -    | 1位  | -     | +1000 | +2000 | +2000 | +5000 | 5倍額の浮き |                                       |
| B                          | 30000点    | あり | 2位  | -1000 | -     | +2000 | +2000 | +3000 | 3倍額の浮き | 2着で、クビもできているのでプラス収支 |
| C                          | 20000点    | ナシ | 3位  | -2000 | -2000 | -     | +1000 | -3000 | 3倍額の沈み |                                       |
| D                          | 15000点    | ナシ | 4位  | -2000 | -2000 | -1000 | -     | -5000 | 5倍額の沈み |                                       |
|                            |            |      |      |       |       |       |       |       |             |                                       |
| 1000ビンタ/1人沈みのケース |            |      |      |       |       |       |       |       |             |                                       |
|                            | 最終持ち点 | クビ | 順位 | 対A   | 対B   | 対C   | 対D   | 合計  | 収支        | 備考                                  |
| A                          | 40000点    | -    | 1位  | -     | +1000 | +1000 | +2000 | +4000 | 4倍額の浮き |                                       |
| B                          | 30000点    | あり | 2位  | -1000 | -     | +1000 | +2000 | +2000 | 2倍額の浮き |                                       |
| C                          | 25000点    | あり | 3位  | -1000 | -1000 | -     | +2000 | ±0    | ±0          | 3着だがクビが切れていないので±0       |
| D                          | 5000点     | ナシ | 4位  | -2000 | -2000 | -2000 | -     | -6000 | 6倍額の沈み |                                       |
クビを保つか2着になるか、どちらか一方を満たせばその半荘のビンタの収支はゼロになる。両方を満たすとビンタの収支はプラスになる（2つ目の表のB）。また、3着であってもクビが切れていなければビンタの収支はゼロである（3つ目の表のC。Aに－1000、Bに－1000、Dから＋2000）。逆に2着であってもクビが切れていれば収支はゼロである（1つ目の表のB。Aに－2000、CとDから＋1000ずつでゼロ）。麻雀においてマイナスではないということは重要で、そのためビンタ麻雀ではクビを保つことが終盤の最重要事項となる。なお、決め次第では、B、Cとは200ビンタ、Dとだけ1000ビンタを握るという方法も許される。その場合、AはDのクビを切れるか否かで収支が大きく変わってくる。また、誰ともビンタを握らない（ビンタを降りる）というのも許される。

## 沈みウマ
原点（30000点）を基準に、沈んでいるプレイヤーに課される点数。通常はトップ者が総取りする。浮きの2着または浮きの3着であれば沈み馬を支払わなくてよいので、沈みウマのルールの場合は3万点を上回ることで支払いを回避することができる。ブー麻雀の精算方法に似ているが、大きく浮いたトップ者がいるときや、大きく沈んだ者の目標がゲーム終盤になるとなくなってしまう問題もあり、近年では採用されなくなりつつある。
尚、三人麻雀では、メジャーなルールであり、通常の順位ウマと併用される場合も多い。

## 外ウマ
外ウマとはゲームに参加しない者（見学者）が任意のプレーヤーに賭けることで得られる、あるいは支出する点数である。その場合の点数は、賭けた対象のプレイヤーが得るまたは支出する点数と同額である。たとえばプレイヤーABCDがいて見学者EがプレイヤーAに「外ウマに乗る」と宣言した場合、AがBに支払ったポイントと同額をEもBに支払う。AがCからポイントを得た場合、EもCからポイントを得る。これを外ウマと呼ぶ。また、場合によってはゲームに参加しない者同士のみで互いに任意のプレイヤーに賭けて収支のやり取りをするルールもある。